# 石生秋海棠
石灰秋海棠（学名：Begonia lithophila）为秋海棠科秋海棠属的植物，为中国的特有植物。分布在中国大陆的云南等地，生长于海拔1,670米至1,800米的地区，多生长于岩石上和山脚下石灰岩洞阴坡，目前已由人工引种栽培。